# Албучоне (Рим)
Албучоне је насеље у Италији у округу Рим, региону Лацио.
Према процени из 2011. у насељу је живело 2661 становника. Насеље се налази на надморској висини од 61 м.